# Clinostigma exorrhizum
Clinostigma exorrhizum är en enhjärtbladig växtart som först beskrevs av Hermann Wendland, och fick sitt nu gällande namn av Odoardo Beccari. Clinostigma exorrhizum ingår i släktet Clinostigma och familjen Arecaceae. IUCN kategoriserar arten globalt som livskraftig.
Artens utbredningsområde är Fiji. Inga underarter finns listade i Catalogue of Life.